# Zumatrichia
Zumatrichia is een geslacht van schietmotten uit de familie Hydroptilidae.

## Soorten
Deze lijst van 22 stuks is mogelijk niet compleet.
- Z. angulata OS Flint, 1970
- Z. anomaloptera OS Flint, 1968
- Z. antilliensis OS Flint, 1968
- Z. attenuata OS Flint, 1970
- Z. bifida OS Flint, 1970
- Z. caudifera OS Flint, 1970
- Z. chiriquiensis OS Flint, 1970
- Z. diamphidia OS Flint, 1970
- Z. echinata OS Flint, 1967
- Z. filosa Mosely, 1937
- Z. galtena Mosely, 1937
- Z. lezarda H Malicky, 1980
- Z. longispina J Bueno-Soria, 1983
- Z. marica OS Flint, 1981
- Z. multisetosa OS Flint, 1970
- Z. notosa (HH Ross, 1944)
- Z. palmara OS Flint, 1970
- Z. rhamphiodes OS Flint, 1970
- Z. saluda OS Flint, 1970
- Z. strobilina OS Flint, 1970
- Z. teapa OS Flint, 1970
- Z. vieja OS Flint, 1970